# Rycond Santos do Nascimento
Ryçond Raylond Santos do Nascimento (Aruba, 5 november 1978) is een Arubaans politicus. Vanaf 8 juli 2021 is hij lid van de Staten van Aruba.

## Leven en Werk
Ryçond Santos do Nascimento bezocht het Rosa College en Colegio Aruba, waar hij het VWO niet heeft afgemaakt. Hij studeerde rechten aan de Universiteit van Aruba (UA) en behaalde in 2009 zijn meesterstitel. In 2016 promoveerde hij in staatsrecht aan de RUG en ontving een jaar later na verdediging van zijn proefschrift “Het Koninkrijk ontsluierd” als eerste persoon een doctorsbul aan de Universiteit van Aruba.
Tussen 2009 en 2020 was Santos do Nascimento als onderzoeker-docent werkzaam aan de UA. Vanaf 2020 is hij universitair docent aan de Universiteit van Curaçao en vanaf 2021 aan de Union University of the Dutch Caribbean. Hij was van 2017 tot 2023 actief als docent en voorzitter van de  Stichting Digna Laclé-Herrera, het educatieve orgaan van de politieke partij AVP. Hij richtte in 2018 Nihil Credendum Research & Consultancy op. 
Bij de statenverkiezingen in 2021 debuteerde Santos do Nascimento als kandidaat nr. 5 op de AVP-lijst en behaalde 214 voorkeurstemmen. Hij werd op 8 juli 2021 beëdigd als statenlid. In april 2023 stapte hij uit de AVP nadat hij de partij-integriteit in twijfel trok. Aanleiding hiervoor waren incidenten met betrekking tot de behandeling in de staten van de zaak Tofanelli rond ex-minister Eddy Briesen en het partijbesluit om partijgenoot Benny Sevinger als statenlid te gedogen ondanks zijn rechterlijke veroordeling in de zaak Avestrus. Hij behield zijn statenzetel als onafhankelijke en richtte in augustus 2023 de politieke partij, Lucha pa Reforma (LPF), op.
Ryçond Santos do Nascimento is gehuwd met Viola van Bogaert en is vader van vier dochters.